# Лебедев, Михаил Григорьевич (депутат)
Михаил Григорьевич Лебедев (1874—?) — астраханский казак, депутат Государственной думы Российской империи III созыва от Астраханской губернии, у журналистов "Лебедев 2-й", чтобы отличать от "Лебедева 1-го".

## Биография
Родился в 1874 году. Казак Астраханского войска. Окончил астраханскую ремесленную школу. Имел свидетельство на звание сельского учителя. Последнее время перед выборами был казначеем Казаче-Бугровской станицы и поверенным по общинным делам. Годовой заработок составлял до 4 тысяч рублей. Занимался земледелием и рыболовством. На момент выборов в III-ю Государственную Думу оставался внепартийным.
24 октября 1907 года был избран в Государственную думу Российской империи III созыва от съезда уполномоченных станиц Астраханской губернии. Вошёл в состав фракции октябристов. Состоял в думских комиссиях по государственной обороне и по рыболовству. Выступал с докладами от имени согласительной комиссии и комиссии по рыболовству. Поставил подпись под законопроектами "Об изменении земского избирательного закона". О распространении на Астраханскую губернию положения о земских учреждениях", "О введении в Архангельской губернии земского самоуправления".
Дальнейшая судьба и дата смерти неизвестны.

## Семья
Был женат.

### Архивы
- Российский государственный исторический архив. Фонд 1278. Опись 9. Дело 427.